# Ofensiva de Daraa y As-Suwayda (junio de 2015)
La ofensiva Daraa y As-Suwayda (junio de 2015) (titulada "La batalla del aplastamiento de los tiranos" por el Frente Sur) se lanzó en el este de la Gobernación de Daraa durante la Guerra Civil Siria, por el Frente Sur  y el Frente Islámico contra posiciones gubernamentales en y alrededor de la base de la Brigada Mecanizada 52 ( Liwa 52 ), que albergaba una unidad de infantería, un batallón de artillería y un batallón de tanques T-72 .  La ofensiva se trasladó directamente a la cercana base aérea de al-Thula en el oeste de la gobernación de As-Suwayda después de la rápida captura de la Brigada 52.  Sin embargo, después de que inicialmente lograron capturar partes de la base aérea, los rebeldes se vieron obligados a retirarse.

## La ofensiva

### Base de la brigada 52
El 9 de junio, el Frente Sur lanzó la ofensiva después de evacuar a los residentes de al-Hirak por "razones de seguridad" el 7 de junio.  Después de menos de seis horas de lucha, la base de la Brigada 52 (que fue la base más grande del gobierno en Daraa), la ciudad de al-Meleha al-Gharbia y la aldea de al-Rakham fueron capturadas.  Los rebeldes dispararon más de 100 misiles en la base durante el ataque.  Entre ellas  armas antitanque APILAS francesas por primera vez en esta batalla.  El Ejército se retiró a la base aérea de al-Thula, mientras que la Fuerza Aérea Siria cubrió la retirada.  Según el SOHR, 35 rebeldes, incluidos tres comandantes,  y 28 soldados murieron.  Los militares no hicieron comentarios sobre la pérdida de la base.

### Base aérea de al-Thula
El 10 de junio, los rebeldes anunciaron el inicio de la batalla por la base aérea de Al-Thula en la provincia occidental de As-Suwayda (que tiene una población mayoritariamente drusa , y algunos musulmanes) y comenzaron a atacarla con morteros y artillería.  Los rebeldes tomaron el puesto de control de al-Koum y la aldea de Sakakah al este de la Brigada 52 y cerca de la base aérea.
Para el 11 de junio, los rebeldes habían capturado partes de la base aérea de Al-Thula, y un portavoz del Frente Sur declaró que esperaban capturar toda la base para el final del día.  Los refuerzos gubernamentales se enviaron al área y lograron recuperar partes de la base aérea.  Los refuerzos incluyeron a los combatientes del NDF y Jaysh al-Muwahhideen (milicia drusa).   Al día siguiente, el ataque rebelde a la base aérea fue repelido, con los rebeldes retirándose de la parte occidental de la base que habían capturado el día anterior.  Al Jazeera informó que los combates en la base aérea continuaron en medio de más de 70 ataques aéreos en el área cuando los rebeldes intentaron capturar una ciudad cerca de la base y cortar las líneas de suministros militares.   Más tarde, se confirmó que los militares habían recuperado el control total de la base aérea.  La agencia estatal de noticias SANA informó que los rebeldes sufrieron muchas bajas en el ataque fallido a la base aérea, con al menos 100 militantes muertos.  
El Frente Sur afirmó que se retiraron de la base aérea de Al-Thula debido a las negociaciones en curso con la comunidad drusa y al asesinato de 23 aldeanos drusos en Idlib, lo que había complicado la situación.  Varios días después, un nuevo reclamo, por parte de la opositora Siria Mirror , afirmó que el asalto fue cancelado después de que la sala de operaciones del Frente Sur en Jordania discrepara con la dirección de la ofensiva, no habiendo dado luz verde a Al-Thula.  Los salarios de los miembros del Frente Sur fueron detenidos para convencerlos de que suspendieran el ataque.  Los rebeldes vieron que la participación de los drusos en las milicias gubernamentales era clave para detener el avance de la oposición en la base aérea, mientras que un líder de un grupo que lideraba el ataque afirmó que Assad estaba explotando el sectarismo y que los drusos saben que el "régimen está colapsando y no puede protegerlos". También alegando que había coordinación entre la oposición y "los jeques de Sweida".
Mientras tanto, el 11 de junio, los rebeldes del Frente Sur derribaron a un MiG de la SyAAF que pasaba por la base de la Brigada 52 con un disparo de AA.  El Daily Mail informó, basándose en un video del derribo, que el piloto no pudo expulsarse y fue asesinado.  La televisión estatal negó que el MiG fuera derribado y en su lugar dijo que se estrelló debido a una falla técnica y que el piloto logró expulsarse.  El SOHR también informó sobre afirmaciones contradictorias de lo que causó el accidente y el destino del piloto.  Posteriormente surgieron imágenes de rebeldes utilizando un MAN-PADS SA-7 .
El 14 de junio, los grupos rebeldes con base en Daraa pertenecientes al Ejército Sirio Libre y el Frente Islámico firmaron una declaración en la que aseguraban a los drusos que no estaban tras una guerra sectaria.  El comandante Essam al-Rayes declaró que habría más intentos de controlar la base aérea, pero no había planes de apoderarse de las áreas de la provincia de Sweida.
El 15 de junio, el SAA, respaldado por la milicia drusa, repelió otro asalto rebelde en la base aérea, dejando 25 rebeldes muertos, después de que los rebeldes avanzaron inicialmente en la base aérea.  Según el SOHR, cerca de 20 soldados murieron o resultaron heridos en el ataque, mientras que la SAA reportó la muerte de siete soldados y oficiales, incluido el Coronel Loay al-Salem (jefe de la inteligencia aérea en As-Suwayda) y 23 heridos ese día.  Al día siguiente, los rebeldes anunciaron que habían detenido sus operaciones en al-Thula.
Al final, a pesar de tomar la base de la Brigada 52, los rebeldes no pudieron capturar el camino principal a la capital, Damasco .

## Contraataque del ejército
El 17 de junio, la milicia drusa, respaldada por la 5ª División Blindada, lanzó un contraataque contra las posiciones rebeldes cerca de la base aérea de al-Thala y recapturó Sakakah y su colina al día siguiente.
El 27 de junio, las SAA avanzaron cerca de Tell Sheikh Hussein, al sur de la base aérea, y, según informes, capturaron la colina.

## Análisis estratégico
La base de la Brigada 52 ha sido descrita como la base militar "más importante", la más grande y equipada de la provincia de Daraa, así como una "base militar clave".  Su captura hubiera llevado a los rebeldes "muy cerca" de la base aérea de al-Thula.  Según Syria Direct, la caída de la base deja al gobierno con solo dos guarniciones militares a lo largo de la línea de suministro principal entre Damasco y la ciudad de Daraa.  El colapso de la defensa militar de la base estratégica de la Brigada 52 en el sur fue visto como parte de un patrón de derrotas para el gobierno, con Charles Lister, un compañero visitante en el Brookings Doha Center que dice "Lo que parece estar sucediendo es un rediseño del mapa de poder en Siria, con el régimen aparentemente más dispuesto a ceder territorio fuera de sus zonas de mayor valor crítico".  Un analista del Instituto de Estudios Estratégicos declaró que la caída de la base en el Frente Sur debilitaba las defensas del gobierno en torno a la capital de Damasco y refuerzaba el control de la oposición de la provincia de Daraa, que se situaba en el 70%; el portavoz del Frente Sur, Issam al-Reis, declaró que "tenemos a la mayor parte de Daraa liberada, nuestras líneas de defensa detrás de nosotros son sólidas, y ahora podemos comenzar la operación hacia Damasco ".  Según informes de Stratfor , el gobierno había sido consciente de la inminente ofensiva durante meses y de la velocidad con que cayó la base de la Brigada 52, lo que indicaba qué tan debilitado se había vuelto el ejército sirio.

## Reacciones

### Reacción doméstica
- Sirios drusos: el líder druso Sheikh Wahid Balous emitió una declaración en la que afirmaba que la ofensiva rebelde se centró en el aeropuerto de Thaaleh, no en el pueblo druso cercano del mismo nombre, y también instó a los drusos de la gobernación de As-Suwayda a evitar las redes sociales que dijo estaban tratando de difundir "miedo y confusión".[55]  Además, una fuente a favor de la oposición afirmó, basándose en fuentes drusas, que Balous emitió una orden para arrestar al general de brigada Wafiq Naser, jefe del gobierno de la Dirección de Inteligencia Militar en la Gobernación de As-Suwayda.[56]  Sin embargo, tras el asesinato de 20 aldeanos drusos en la provincia de Idlib por parte del grupo rebelde Al-Nusra Front , el líder espiritual sirio druso instó a los drusos a unirse al ejército sirio .[57]  El Frente Sur emitió una declaración condenando "en los términos más firmes" los asesinatos de los drusos en Idlib, y afirmó además: "Hacemos hincapié en que la gente de Sweida son nuestros hermanos y nuestra gente, y nosotros ... no lucharemos contra ellos".  El Frente del Sur buscó distanciarse de Al-Nusra y no cooperar con el grupo desde marzo de 2015, pero se encontró luchando en el mismo lado que la afiliada del grupo Al-Qaeda, incluso en batallas contra el Estado Islámico .[58]  El 14 de junio, un portavoz del Frente Sur reiteró nuevamente que "no estamos trabajando con ellos, y no se les permite trabajar con nosotros" en lo que respecta a Nusra.[46]

### Reacción internacional
- Líbano  - El asesinato de los 20 aldeanos drusos en Idlib llevó al jefe del partido libanés druso y exministro de gobierno, Wiam Wahhab, a instar a los drusos a formar una fuerza armada para defender a su comunidad en un discurso televisado enfadado que dice "¡No aceptaremos vender sangre druza!" .  Su llamado estuvo muy en línea con el del líder espiritual sirio druso.  El líder druso más influyente del Líbano, Walid Jumblatt , rechazó la idea y pidió una reunión de emergencia de un consejo religioso druso.[57]  Jumblatt instó a los drusos en el sur de Siria a abandonar el gobierno sirio[59] y unirse con otras comunidades, afirmando que la "reconciliación con la gente de Houran [una región de Daraa]" los protegería de los "peligros".[60]